# Slaglille Sogn
Slaglille Sogn er et sogn i Ringsted-Sorø Provsti (Roskilde Stift).
Bjernede Sogn var siden 1574 anneks til Slaglille Sogn. Begge sogne hørte til Alsted Herred i Sorø Amt. Slaglille-Bjernede sognekommune blev ved kommunalreformen i 1970 indlemmet i Sorø Kommune.
I Slaglille Sogn ligger Slaglille Kirke.
I sognet findes følgende autoriserede stednavne:
- Brandsmark (bebyggelse, ejerlav)
- Bulbro Skov (areal)
- Bulbroskov (bebyggelse)
- Frøsmose (areal)
- Gulager (bebyggelse)
- Knapsted (bebyggelse)
- Sasserbro (bebyggelse)
- Slaglille (bebyggelse, ejerlav)
- Sorø Ladegårdshuse (bebyggelse)
- Store Ladegård (ejerlav, landbrugsejendom)
- Søbjerg (bebyggelse)
- Vindelbro (bebyggelse)